# Rousimar Palhares
Rousimar Christian Palhares (Dores do Indaiá, 20 febbraio 1980) è un lottatore di arti marziali miste brasiliano.
Combatte nella divisione dei pesi welter per la promozione statunitense WSOF, nella quale è l'attuale campione di categoria dal 2014.
In precedenza ha lottato nella divisione dei pesi medi della prestigiosa organizzazione statunitense UFC dal 2008 al 2013.
Cintura nera di jiu jitsu brasiliano e di luta livre sotto gli insegnamenti del maestro Murilo Bustamante, Palhares è noto per la sua grande tecnica nella lotta a terra, le sue efficaci leve e chiavi alle gambe e il suo strano quanto curioso atteggiamento durante gli incontri.
È negativamente noto anche per i suoi numerosi episodi antisportivi legati in particolare al suo tardare nel rilasciare le prese di sottomissione dopo la resa dell'avversario o l'intervento dell'arbitro: a tal proposito venne criticato in occasione delle vittorie su Helio Dipp, Flavio Luiz Moura, Tomasz Drwal e Mike Pierce, e subito dopo la vittoria su Pierce nel 2013 venne licenziato dall'UFC.
Nel grappling vanta un secondo posto all'ADCC Submission Wrestling World Championship del 2011 nella categoria fino agli 88 kg.
È soprannominato Toquinho ("piccolo ceppo d'albero" in lingua portoghese) per la sua corporatura tozza e compatta; negli Stati Uniti è stato ribattezzato Paul Harris dai fan per il modo nel quale gli annunciatori anglofoni pronunciano il suo vero cognome.
Ha un fratello, Rick Palhares, anch'egli un lottatore professionista di arti marziali miste.

## Infanzia
Palhares ha avuto un'infanzia difficile, segnata da gravi difficoltà economiche a livello di famiglia che lo portarono ad iniziare la vita lavorativa all'età di sette anni.
Visse per un periodo con la famiglia in una favela dopo che vennero sfrattati di casa.

## Carriera nelle arti marziali miste

### Inizi
L'esordio di Rousimar Palhares come professionista avvenne nel 2006.
Nei primi anni di carriera Palhares lottò in leghe brasiliane facendosi strada con molte vittorie per sottomissione.
Nel 2007 vinse il titolo dei pesi medi Fury FC sconfiggendo in finale Daniel Acacio e battendo tutti e tre gli avversari affrontati durante la permanenza in tale promozione con la tecnica dell'heel hook, ovvero una chiave alla caviglia dell'avversario che diverrà la sua signature move.

### Ultimate Fighting Championship
Palhares si presenta in UFC con alle spalle un record personale di 7-1.
Esordisce il 24 maggio 2008 con una vittoria per sottomissione al primo round contro l'esperto Ivan Salaverry: Palhares impressiona positivamente il pubblico e la sua vittoria viene premiata come Submission of the Night.
Va peggio nell'incontro successivo dove viene sconfitto dal pluridecorato wrestler Dan Henderson ai punti.
Palhares si riprende subito dalla sua prima sconfitta in UFC e sconfigge l'espertissimo Jeremy Horn, che al tempo vantava ben 103 incontri da professionista.
Sul finire del 2009 avrebbe dovuto affrontare Alessio Sakara, ma quest'ultimo era infortunato e quindi venne messo contro il connazionale Lucio Linhares: Toquinho sfoderò la sua tecnica migliore e vinse per sottomissione con la tecnica dell'heel hook.
Nell'incontro successivo utilizzò ancora la sua micidiale tecnica sconfiggendo Tomasz Drwal, dominatore della sua categoria in Europa; dopo la resa di Drwal il brasiliano non lasciò la presa, spiegando nel dopo-partita che non vide l'avversario battere la mano a terra, e quindi l'UFC decise di sospenderlo per 90 giorni come punizione.
Il suo ritorno nell'ottagono fu amaro, in quanto venne sconfitto per KO al primo round da Nate Marquardt, lottatore costantemente tra i primi dieci al mondo nella sua categoria di peso.
Al termine dell'incontro Palhares si sfogò affermando che Marquardt si sarebbe unto le gambe per evitare la tremenda tecnica di leve di Palhares; successivamente il brasiliano stesso ritirò le accuse.
Il 2011 si rivela una gran annata per Toquinho che prima sottomette con un kneebar Dave Branch e poi vince ai punti contro Dan Miller.
Nel 2012 sconfisse Mike Massenzio grazie al suo heel hook durante il primo round, vincendo per la seconda volta il premio Submission of the Night.
Lo stesso anno venne però sconfitto da Alan Belcher nel primo round, il quale riuscì a rovesciare una situazione apparentemente favorevole per il brasiliano, che tentava una delle sue prese agli arti inferiori dell'avversario, in un ground and pound vincente; un mese dopo Palhares in un'intervista rivelò che quel giorno era malato.
Subì la seconda sconfitta consecutiva nel dicembre 2012 quando venne steso nel primo round da Hector Lombard, esperto judoka ed ex campione di categoria nella Bellator; successivamente alla gara Palhares venne trovato positivo in un test sul livello del testosterone, ritenuto troppo elevato, e venne sospeso per nove mesi.
Tornò a combattere nell'ottobre 2013 ricominciando di fatto la propria carriera come peso welter: al suo esordio nella nuova categoria di peso riesce a sottomettere in pochi secondi il pericoloso e vincente wrestler Mike Pierce con una delle sue chiavi alle gambe dinanzi al pubblico brasiliano, ma come già successe in passato Palhares tardò a rilasciare la presa sull'avversario e per questo fu punito con l'annullamento del premio Submission of the Night che gli sarebbe spettato.
Tale reiterato comportamento antisportivo da parte di "Toquinho" spinse l'UFC a licenziare il lottatore brasiliano che così mise fine alla propria esperienza nella promozione statunitense che durava dal 2008 e che ha visto Palhares avvicinarsi a più riprese ai top 10 della categoria dei pesi medi, concludendo con un record parziale di 8 vittorie e 4 sconfitte.
Inoltre la commissione atletica brasiliana di MMA lo sospese per 6 mesi, e a causa di un disguido venne escluso anche dal prestigioso torneo di grappling ADCC Submission Wrestling World Championship che quell'anno si svolse in Cina.

### World Series of Fighting e Venator Fighting Championship
In novembre Palhares rese noto di aver firmato un nuovo contratto con la promozione emergente degli Stati Uniti World Series of Fighting.
Palhares venne immediatamente scelto come il nuovo contendente al titolo dei pesi welter ed affrontò il campione in carica Steve Carl nel marzo del 2014, vincendo in poco più di un minuto sempre per mezzo di una sottomissione alle gambe dell'avversario e divenendo il nuovo campione.
In luglio avrebbe dovuto difendere il titolo per la prima volta contro l'ex contendente al titolo dei pesi welter UFC Jon Fitch, ma Palhares diede forfait per motivi personali e il match venne posticipato a dicembre: Palhares risolse la pratica per mezzo di una leva al ginocchio durante la prima ripresa.
Ad agosto affrontò Jake Shields. Durante l'incontro Palhares colpì più volte con le dita gli occhi dell'avversario, causando il loro sanguinamento. Nel terzo round, sfruttando la situazione, sottomise Shields con una kimura vincendo l'incontro e difendendo così il titolo; anche in questo caso, come già accaduto in precedenza, rilasciò in ritardo la presa di sottomissione. In seguito a queste scorrettezze Palhares fu privato del titolo e sospeso a tempo indeterminato.
il 22 marzo 2015 è stata annunciata la sua presenza nella card di Venator Fighting Championship 3, venendo sconfitto per TKO al 1 round dal norvegese Emil "Valhalla" Meek.

## Risultati nelle arti marziali miste
| Risultato | Record | Avversario        | Metodo                           | Evento                                  | Data              | Round | Tempo | Città                        | Note                                                                              |
| --------- | ------ | ----------------- | -------------------------------- | --------------------------------------- | ----------------- | ----- | ----- | ---------------------------- | --------------------------------------------------------------------------------- |
| Sconfitta | 18-6   | Emil weber meek   | KO Tecnico (pugni)               | Venator Fighting Championship 3         | 21 maggio 2016    | 1     | 0:45  | Milano                       |                                                                                   |
| Vittoria  | 18-5   | Jake Shields      | Sottomissione (kimura)           | WSOF 22: Palhares vs. Shields           | 1º agosto 2015    | 3     | 2:02  | Las Vegas, Stati Uniti       | Difende il titolo dei Pesi Welter WSOF. Successivamente viene privato del titolo. |
| Vittoria  | 17-5   | Jon Fitch         | Sottomissione (kneebar)          | WSOF 16: Palhares vs. Fitch             | 13 dicembre 2014  | 1     | 1:30  | Las Vegas, Stati Uniti       | Difende il titolo dei Pesi Welter WSOF                                            |
| Vittoria  | 16-5   | Steve Carl        | Sottomissione (heel hook)        | WSOF 9: Carl vs. Palhares               | 29 marzo 2014     | 1     | 1:09  | Las Vegas, Stati Uniti       | Vince il titolo dei Pesi Welter WSOF                                              |
| Vittoria  | 15-5   | Mike Pierce       | Sottomissione (heel hook)        | UFC Fight Night: Maia vs. Shields       | 9 ottobre 2013    | 1     | 0:31  | Barueri, Brasile             | Passa ai Pesi Welter                                                              |
| Sconfitta | 14-5   | Hector Lombard    | KO Tecnico (pugni)               | UFC on FX: Sotiropoulos vs. Pearson     | 15 dicembre 2012  | 1     | 3:38  | Gold Coast, Australia        |                                                                                   |
| Sconfitta | 14-4   | Alan Belcher      | KO Tecnico (pugni e gomitate)    | UFC on Fox: Diaz vs. Miller             | 5 maggio 2012     | 1     | 4:18  | East Rutherford, Stati Uniti |                                                                                   |
| Vittoria  | 14–3   | Mike Massenzio    | Sottomissione (heel hook)        | UFC 142: Aldo vs. Mendes                | 14 gennaio 2012   | 1     | 1:03  | Rio de Janeiro, Brasile      |                                                                                   |
| Vittoria  | 13–3   | Dan Miller        | Decisione (unanime)              | UFC 134: Silva vs. Okami                | 27 agosto 2011    | 3     | 5:00  | Rio de Janeiro, Brasile      |                                                                                   |
| Vittoria  | 12–3   | Dave Branch       | Sottomissione (kneebar)          | UFC Live: Sanchez vs. Kampmann          | 3 marzo 2011      | 2     | 1:44  | Louisville, Stati Uniti      |                                                                                   |
| Sconfitta | 11–3   | Nate Marquardt    | KO Tecnico (pugni)               | UFC Fight Night: Marquardt vs. Palhares | 15 settembre 2010 | 1     | 3:28  | Austin, Stati Uniti          |                                                                                   |
| Vittoria  | 11–2   | Tomasz Drwal      | Sottomissione (heel hook)        | UFC 111: St-Pierre vs. Hardy            | 27 marzo 2010     | 1     | 0:45  | Newark, Stati Uniti          |                                                                                   |
| Vittoria  | 10–2   | Lucio Linhares    | Sottomissione (heel hook)        | UFC 107: Penn vs. Sanchez               | 12 dicembre 2009  | 2     | 3:21  | Memphis, Stati Uniti         |                                                                                   |
| Vittoria  | 9–2    | Jeremy Horn       | Decisione (unanime)              | UFC 93: Franklin vs. Henderson          | 17 gennaio 2009   | 3     | 5:00  | Dublino, Irlanda             |                                                                                   |
| Sconfitta | 8–2    | Dan Henderson     | Decisione (unanime)              | UFC 88: Breakthrough                    | 6 settembre 2008  | 3     | 5:00  | Atlanta, Stati Uniti         |                                                                                   |
| Vittoria  | 8–1    | Ivan Salaverry    | Sottomissione (armbar)           | UFC 84: Ill Will                        | 24 maggio 2008    | 1     | 2:36  | Las Vegas, Stati Uniti       | Debutto in UFC                                                                    |
| Vittoria  | 7–1    | Daniel Acacio     | Sottomissione (heel hook)        | Fury FC 5: Final Conflict               | 6 dicembre 2007   | 1     | 1:22  | San Paolo, Brasile           | Vince il Fury FC Middleweight Grand Prix                                          |
| Vittoria  | 6–1    | Fabio Nascimento  | Sottomissione (heel hook)        | Fury FC 5: Final Conflict               | 6 dicembre 2007   | 1     | 2:45  | San Paolo, Brasile           |                                                                                   |
| Vittoria  | 5–1    | Flavio Luiz Moura | Sottomissione (heel hook)        | Fury FC 4: High Voltage                 | 4 agosto 2007     | 1     | 1:21  | Teresópolis, Brasile         |                                                                                   |
| Vittoria  | 4–1    | Helio Dipp        | Sottomissione (rear naked choke) | Floripa Fight 3                         | 10 marzo 2007     | 1     | 1:40  | Florianópolis, Brasile       |                                                                                   |
| Vittoria  | 3–1    | Claudio Mattos    | KO Tecnico (infortunio)          | Storm Samurai 12                        | 25 novembre 2006  | 1     | 4:58  | Curitiba, Brasile            |                                                                                   |
| Sconfitta | 2–1    | Arthur Cesar      | Decisione (non unanime)          | Rio MMA Challenger 2                    | 21 giugno 2006    | 3     | 5:00  | Rio de Janeiro, Brasile      |                                                                                   |
| Vittoria  | 2–0    | Renan Moraes      | Sottomissione (armbar)           | Gold Fighters Championship 1            | 20 maggio 2006    | 1     | -     | Rio de Janeiro, Brasile      |                                                                                   |
| Vittoria  | 1–0    | Bruno Bastos      | Decisione (non unanime)          | Floripa Fight 2                         | 29 aprile 2006    | 3     | 5:00  | Florianópolis, Brasile       |                                                                                   |